# Gymnosporangium globosum
Gymnosporangium globosum är en svampart som beskrevs av Farl. 1880. Gymnosporangium globosum ingår i släktet Gymnosporangium och familjen Pucciniaceae.   Inga underarter finns listade i Catalogue of Life.